# Veldhoven (natuurgebied)
Veldhoven is een natuurgebied in de Belgische provincie Limburg, meer bepaald in de gemeente Bocholt. Het meer dan 8 ha grote gebied is eigendom van Limburgs Landschap vzw en wordt ook door hen beheerd.
Het gebied is een van de enige plaatsen in Limburg waar de grutto jaarlijks broedt en is mede daardoor vooral gekend als weidevogelgebied. Verder komen ook de geelgors, wulp, scholekster en roodborsttapuit in Veldhoven voor.
Het natuurgebied Veldhoven wordt omringd door intensief gebruikte graslanden en akkers met verspreide landschapselementen zoals houkanten, natte hooilanden, poelen en braamstruwelen. Daarnaast bieden enkele broekbosjes langsheen de beken die het gebieden doorkruisen plaats aan de kleine bonte specht en koningsvaren. Door het intensiveren van de omringende landbouwgebieden is de oppervlakte natte graslanden sterk gedaald waardoor ook de populatie grutto's afneemt.